# Damaeus barbatulus
Damaeus barbatulus är en kvalsterart som beskrevs av Choi 2004. Damaeus barbatulus ingår i släktet Damaeus och familjen Damaeidae. Inga underarter finns listade i Catalogue of Life.